# Pseudolasius sunda
Pseudolasius sunda är en myrart som beskrevs av Vladimir Aphanasjevich Karavaiev 1929. Pseudolasius sunda ingår i släktet Pseudolasius och familjen myror. Inga underarter finns listade i Catalogue of Life.